# Championnat de Mongolie de football 2023-2024
Navigation
Saison précédente Saison suivante
La saison 2023-2024 du Championnat de Mongolie de football est la vingt-neuvième édition de la National Premier League, le championnat de première division en Mongolie. Les dix équipes sont regroupées au sein d'une poule unique où elles s'affrontent trois fois. Le dernier du classement est relégué et remplacé par le champion de First League, la deuxième division nationale. Le neuvième dispute un barrage contre une équipe de deuxième division pour tenter de se maintenir.

Le SP Falcons remporte le titre de champion cette saison après avoir terminé en tête du classement final.
Grâce à ce succès, le club se qualifie pour la Challenge League de l'AFC 2024-2025.

## Les clubs participants
- Khaan Khuns-Erchim FC
- Khangarid
- Selenge Press Falcons
- FC Ulaanbaatar
- Deren FC
- Tuv Buganuud est renommé Tuv Azarganuud
- Khovd Club
- Khomromkhon
- Brera Ilch - promu de D2
- Bavarians FC - promu de D2

## Compétition
Le barème de points servant à établir le classement se décompose ainsi :
- Victoire : 3 points
- Match nul : 1 point
- Défaite : 0 point

### Classement
| Rang | Équipe                | Pts | J  | G  | N | P  | Bp | Bc  | Diff |
| ---- | --------------------- | --- | -- | -- | - | -- | -- | --- | ---- |
| 1    | Selenge Press Falcons | 65  | 27 | 21 | 2 | 4  | 88 | 19  | +69  |
| 2    | Khangarid             | 59  | 27 | 18 | 5 | 4  | 71 | 36  | +35  |
| 3    | Deren FC              | 51  | 27 | 15 | 6 | 6  | 80 | 32  | +48  |
| 4    | FC Ulaanbaatar T      | 46  | 27 | 15 | 1 | 11 | 70 | 40  | +30  |
| 5    | Tuv Azarganuud        | 45  | 27 | 14 | 3 | 10 | 72 | 47  | +25  |
| 6    | Khomromkhon           | 43  | 27 | 14 | 1 | 12 | 69 | 66  | +3   |
| 7    | Khaan Khuns-Erchim FC | 40  | 27 | 11 | 7 | 9  | 72 | 70  | +2   |
| 8    | Brera Ilch P          | 24  | 27 | 8  | 0 | 19 | 51 | 85  | -34  |
| 9    | Khovd Club            | 11  | 27 | 3  | 2 | 22 | 32 | 89  | -57  |
| 10   | Bavarians FC P        | 7   | 27 | 2  | 1 | 24 | 33 | 154 | -121 |

|  | Qualification pour la Challenge League de l'AFC 2024-2025                           |
|  | Barrage de relégation                                                               |
|  | Relégation en First League                                                          |
|  | T : Tenant du titre C : Vainqueur de la Coupe de Mongolie P : Promu de First League |

## Relégation
Khovd Club rencontre Alliance ZHR un club de deuxième division pour le barrage de maintien. Le score cumulé sur les deux matchs sera de 5 à 3 en faveur de Khovd qui se maintient en première division..

## Bilan de la saison
| Championnat de Mongolie de football 2023-2024 |                        |
| Champion                                      | SP Falcons (1er titre) |
| Qualifications continentales                  |                        |
| Challenge League de l'AFC 2024-2025           | SP Falcons             |
| Promotions et relégations                     |                        |
| Promus en National Premier League             | Hunters FC             |
| Relégués en First League                      | Bavarians FC           |